# Jeu du lièvre et du chien

La position de départ du jeu.

Le jeu du lièvre et du chien est un jeu de stratégie combinatoire abstrait à deux joueurs. Son invention remonte au Moyen Âge. Il était populaire parmi les forces armées françaises lors de la guerre franco-allemande de 1870 au XIXe siècle. Au XXIe siècle, il est peu connu.

## Règles
- Un joueur déplace les trois chiens en tentant de coincer un lièvre.
- À chaque tour, chaque joueur avance l'un de ses « pions ». Les chiens peuvent seulement se déplacer vers l'avant (de gauche à droite), le haut ou le bas. Le lièvre peut aller dans toutes les directions.
- Les chiens gagnent si le lièvre ne peut plus se déplacer.
- Le lièvre gagne s'il échappe aux chiens, c'est-à-dire s'il parvient à se positionner à la gauche de tous les chiens.
- Si les chiens se déplacent verticalement pendant dix coups consécutifs, ils sont vus comme immobilisés et le lièvre gagne.

## Analyse
Le jeu du lièvre et du chien est un exemple classique des jeux étudiés en théorie des jeux combinatoires : il ressemble au dames, au jeu de Go ou au jeu du renard et les poules. Le mathématicien Martin Gardner a affirmé que le jeu du lièvre et du chien « combine une simplicité extrême à une extraordinaire et subtile stratégie » dans sa colonne Mathematical Games du magazine Scientific American.
Les règles du jeu étant relativement simples, il est facile de le programmer : il existe plusieurs sites web qui le proposent.
Le lièvre est avantagé face aux chiens.

### Traductions de
1. ↑  (en) « combines extreme simplicity with extraordinary strategic subtlety »